# 새고전학파 거시경제학
새고전학파 거시경제학은 신고전파 틀에 전적으로 기반하여 분석을 구축하는 거시경제학의 사상 학파이다. 특히, 미시경제학, 특히 합리적 기대에 기반한 엄격한 기초의 중요성을 강조한다.
새고전학파 거시경제학은 거시경제 분석을 위한 신고전파 미시경제적 토대를 제공하기 위해 노력한다. 이는 가격 경직성 및 불완전 경쟁과 같은 미시적 기초를 사용하여 이전의 케인즈주의 모델과 유사한 거시경제 모델을 생성하는 라이벌인 새케인스학파와 대조된다. 
새고전학파는 1970년대에 케인스 경제학이 스태그플레이션을 설명하지 못한 것에 대한 대응으로 등장했다. 로버트 루카스 주니어와 밀턴 프리드먼이 주도한 새고전주의적 비판과 통화주의적 비판은 각각 케인즈 경제학에 대한 재고를 강요했다. 특히 루카스는 케인즈 모델에 의문을 제기하는 루카스 비판을 했다. 이는 미시경제학에 기반을 둔 거시 모델의 경우를 강화했다.
1970년대와 케인스 경제학의 실패 이후, 새고전학파는 한동안 거시경제학의 지배적인 학파가 되었다.
새고전 경제학은 발라스 가정에 기초한다. 모든 참여자는 합리적 기대에 기반하여 효용을 극대화한다고 가정한다. 어느 시점에서든 경제는 완전 고용 또는 가격 및 임금 조정을 통해 달성된 잠재적 생산량에서 고유한 균형을 가지고 있다고 가정한다. 즉, 시장은 항상 청산된다.